# Cristo dolente (Bramantino)
Il Cristo dolente è un dipinto a tempera su tavola (71x109 cm) di Bramantino, databile al 1490 circa e conservato nel Museo Thyssen-Bornemisza a Madrid.

## Storia
L'opera si trovava nella collezione della famiglia Della Porta Pusterla a Milano, dove è registrato dal 1590 fino al primo quarto del XX secolo. Fu acquistato per la collezione Thyssen-Bornemisza nel 1937, dalla contessa Teresa Soranza-Mocenigo. Da quando è stato pubblicato la prima volta da Müller Walde nel 1898 è stato oggetto di vari studi in cui la sua attribuzione a Bramantino o a Bramante è stata ampiamente dibattuta. Fu Suida nel 1905 che per primo suggerì il nome di Bartolomeo Suardi. È ormai considerato uno dei suoi capolavori, databile per Mulazzini intorno al 1490, prima fase della carriera dell'artista.
Il museo della Certosa di Pavia ha un altro lavoro simile, pure considerato di Bramantino, che ripete questa composizione ma con linee leggermente più morbide.

## Descrizione e stile
L'opera rappresenta Cristo come Uomo di dolori, frontale, a mezza figura fino al ginocchio, ma potrebbe anche voler rappresentare la Resurrezione. Sullo sfondo di un'architettura in rovina (il sepolcro?) e un paesaggio lunare (con un fiume, alberi e un veliero) il corpo emaciato di Cristo si staglia vicinissimo allo spettatore, di un candore lapideo, avvolto da un mantello che disegna profonde pieghe simili a carta increspata, derivare dall'esempio nordico.
Prevale un sentimento di austerità e compassione verso la figura che solennemente mostra i segni del martirio, con un'incisiva definizione grafica delle forme. Invece che come trionfatore sulla morte, Cristo è raffigurato con occhi rossi, un'espressione di intensa sofferenza e tristezza, un corpo dal pallore quasi spettrale, disegnato con grande precisione, come si può vedere nelle dita, nei tendini del braccio teso e nella muscolatura del petto. L'espressione di Cristo è sufficientemente potente per concentrare l'attenzione dell'osservatore sulla sfera delle emozioni, che è l'aspetto a cui Bramantino era più interessato a indagare.